# عباس جعفری دولت‌آبادی
عباس جعفری دولت‌آبادی (زادهٔ ۱۳۳۶) وکیل دادگستری و پیش‌تر دادستان عمومی و انقلاب تهران بوده‌است. وی پیش از آن سمت‌هایی همچون ریاست کل دادگستری استان خوزستان و همچنین سرپرست مجتمع قضایی خانواده تهران را بر عهده داشته‌است. وی در حال حاضر به شغل مسافرکشی مشغول است. اتحادیه اروپا در ۲۳ فروردین ۱۳۹۰ علاوه بر ایجاد محدودیت در صدور ویزا برای وی و افراد دیگر، دارایی‌های این افراد در کشورهای عضو اتحادیه اروپا را مسدود کرد. در ۴ اسفند ۱۳۹۰، وزارت خزانه‌داری ایالات متحده آمریکا وی را به دلیل نقض حقوق بشر از ورود به این کشور منع و تمامی دارایی وی را در این کشور مسدود کرد.

## زندگی‌نامه
وی در ۸ شهریور ۱۳۸۸ از سوی صادق لاریجانی رئیس سابق قوه قصائیه به سمت دادستان عمومی وانقلاب تهران منصوب شد و در تاریخ ۹ اردیبهشت ۹۸ توسط سید ابراهیم رییسی از این سمت برکنار شد. جعفری دولت‌آبادی پس از تغییر از سمت دادستان تهران به سمت مستشار دریکی از شعب دادگاه انتظامی قضات منصوب ولی پس از مدتی که هیچ خبری از وی نبود-و البته شایعات گرم- و پیگیری‌ها نیز از عدم حضور-یا کمتر حضوری- وی در دادگاه عالی انتظامی قضات حکایت داشت مشخص شد وی در سکوت خبری بازنشسته شده؛ او به حدی در سمت دادستانی تهران اعمال سلیقه خاص کرد ومجری اوامر بود که درنهایت با تعجب از اینکه پشت وی را خالی کرده بودند در مراسم معارفه دادستان جدید تهران (القاصی مهر) رو به او گفت فقط قانون را درنظر بگیر و به حرف این و آن توجه نکن واینها پشت تو را خالی می‌کنند وهمین حرف موید آن بود که دوره او پایان یافته‌است و حال با قضاوتی سخت تراز دادستان پیشین خود (مرتضوی) در برابر جامعه و تاریخ و متهمان و خانواده آنان و بویژه زندانیان روبرو هست..

## عملکرد قضایی
جعفری که در ابتدا امیدواری‌هایی برای کنار گذاشتن عملکرد سیاسی در دادستانی ایجاد کرده بود در هفته دوم از فعالیت خود حکم بازداشت دو تن از مشاوران ارشد میرحسین موسوی و مهدی کروبی (علیرضا بهشتی و مرتضی الویری) و پلمپ دفتر پیگیری حقوق آسیب‌دیدگان حوادث پس از انتخابات و همچنین دفتر مهدی کروبی را صادر کرد. سردبیر سایت رسمی حزب اعتماد ملی نیز به حکم وی بازداشت گردید. دفتر انجمن دفاع از حقوق زندانیان نیز با حکم وی در روز ۱۷ شهریور پلمپ شد.

## پایان کار به عنوان دادستان تهران
پس از انتصاب سید ابراهیم رئیسی به عنوان رئیس قوه قضاییه، عباس جعفری دولت‌آبادی با درخواست خود از این سمت تقریباً استعفا داد و به جای او علی القاصی مهر رئیس کل دادگستری استان فارس به این سمت منصوب شد.
جعفری دولت‌آبادی در معارفه دادستان جدید (علی القاصی مهر) دو سال بعد از اعتراضات دراویش گنابادی با اشاره به کارنامهٔ درخشان دادستانی در دورهٔ او گفت: «برخی باید دوره ما را ببیند برای مثال، در قضیه دراویش در عرض یک روز بازداشت شدگان تعیین تکلیف و ۳۰ قاضی عرض یک روز عهده‌دار موضوع شدند؛ بنابراین اگر کاری شده، با همکاری همه افراد بوده‌است».
این اقدام در آن زمان مورد انتقاد فعالان حقوق بشر قرار گرفته بود.
دولت‌آبادی در سال ۱۴۰۲ از کانون وکلای دادگستری پروانه وکالت دریافت کرده و به عنوان وکیل فعالیت می‌کند.

## تحریم اتحادیه اروپا و وزارت خزانه‌داری ایالات متحده آمریکا
اتحادیه اروپا طی تصمیم مورخ ۲۳ فروردین ۱۳۹۰ (۱۳ آوریل ۲۰۱۱)، ۳۲ مقام ایرانی از جمله عباس جعفری دولت‌آبادی را به دلیل نقشی که در نقض گسترده و شدید حقوق شهروندان ایرانی داشته‌اند، از ورود به کشورهای این اتحادیه محروم کرد. کلیه دارایی‌های این مقامات نیز در اروپا مسدود شد.
در چهارم اسفند ۱۳۹۰، وزارت خزانه‌داری ایالات متحده آمریکا نیز جعفری دولت‌آبادی را به دلیل نقض حقوق بشر تحریم کرد. بر اساس این تحریم، دارایی‌های احتمالی عباس جعفری دولت‌آبادی در آمریکا توقیف و از ورود او به این کشور جلوگیری می‌شود. شهروندان ایالات متحده نیز حق هیچ‌گونه معامله‌ای با او نخواهند داشت.

## موارد نقض حقوق بشر
براساس بیانیه اتحادیه اروپا، عباس جعفری دولت‌آبادی، دادستان عمومی و انقلاب تهران، شمار زیادی از معترضان را از جمله کسانی که در مراسم عاشورای ۱۳۸۸ شرکت داشتند، به دادگاه فراخوانده است. عباس جعفری دولت‌آبادی دستور تعطیلی دفتر مهدی کروبی در سپتامبر ۲۰۰۹ (شهریور ۱۳۸۸)، دستگیری تعداد زیادی از سیاستمداران اصلاح طلب و ممنوعیت فعالیت دو حزب اصلاح طلب را صادر کرده‌است. دفتر او تعدادی از معترضان را به محاربه که می‌تواند حکم اعدام در پی داشته باشد، متهم کرد و در بازداشت اصلاح طلبان، فعالان حقوق بشر و روزنامه‌نگاران نقش داشت.
در بیانیه وزارت خزانه‌داری ایالات متحده، به مسئولیت جعفری دولت‌آبادی، دادستان وقت تهران در تعقیب قضائی معترضان به نتایج انتخابات ریاست جمهوری سال ۱۳۸۸ و انتساب اتهام محاربه به آنان اشاره شده‌است. این وزارتخانه همچنین نقش در بازداشت اصلاح‌طلبان، فعالان حقوق بشر و شاغلین در رسانه‌ها در راستای سرکوب اعتراض‌های پس از انتخابات ۱۳۸۸ را از دیگر دلایل تحریم جعفری دولت‌آبادی عنوان کرده‌است.